# کامرون آنتوی
کامرون آنتوی (انگلیسی: Cameron Antwi؛ زادهٔ ۷ اکتبر ۲۰۰۱) بازیکن فوتبال است.